# Silent Trigger
Silent Trigger è un film italo-canadese-statunitense del 1996 diretto da Russell Mulcahy.

## Trama
L'ente governativo chiamato "Agenzia" ha bisogno di un tiratore scelto per una missione segreta e chiama Waxman, uno dei più bravi cecchini che lavora con una ragazza di nome Cleeg. Per la prima volta Waxman non riesce ad uccidere i suoi bersagli, cominciando a farsi delle domande e a considerare non più tutti nemici ma vittime. Cleeg, la sua collega, viene assunta dall'Agenzia per supervisionare Waxman e vedere se porta a compimento la missione ricevuta, nel caso dovesse fallire Cleeg è stata autorizzata ad uccidere il collega. Waxman in quel momento capirà che il nemico non sono le persone da uccidere ma è l'"Agenzia", cominceranno così diverse sparatorie che porteranno Waxman ad uccidere il capo dell'"Agenzia".

## Colonna sonora
Nel 1996 viene pubblicato il CD contenente le tracce della colonna sonora del film composta da Stefano Mainetti
Tracce
1. Flashback
2. The Crown Of Life
3. Waxmanr
4. Believe In Me (Al Berry)
5. Civil War
6. Sacred Revelation
7. Arachnophobia
8. Autonomous (Quinn)
9. Time Lapse
10. Assassin
11. Desire
12. Silent Trigger
13. No Man's Land
14. The Algonquin Goodbye
15. Mountain